# Ústřední nákazová komise České republiky
Ústřední nákazová komise České republiky je tým pracovníků státních orgánů a odborníků na infekční nemoci hospodářských zvířat, který slouží jako trvalý poradní orgán ministerstva zemědělství v problematice nákaz hospodářských zvířat. Dle zákona 166/1999 Sb. jej zřizuje ministr zemědělství po dohodě s ústředními orgány státní správy.
Předsedou komise je ministr zemědělství a tajemníkem ústřední ředitel Státní veterinární správy. Dalšími členy jsou představitelé následujících institucí: Ministerstvo vnitra, Ministerstvo zdravotnictví, Česká inspekce životního prostředí, Armáda ČR, Agrární komora ČR, Ministerstvo financí – Generální ředitelství cel, Ministerstvo dopravy a Ministerstvo zahraničních věcí. V případě potřeby může být projednáno její rozšíření.